# Coptocercus spinithoracicus
Coptocercus spinithoracicus là một loài bọ cánh cứng trong họ Cerambycidae.